# رئيس باربادوس
رئيس باربادوس هو رئيس الدولة ورئيس الأركان في باربادوس، استحدث المنصب في 20 أكتوبر 2021 بعد أن أصبح البلد جمهورية برلمانية.